# WikiPilipinas
ВикиПилипинас (WikiPilipinas, первоначально Wikipiniana) — свободная общедоступная тематическая онлайн-энциклопедия, посвящённая Филиппинам и использующая вики-технологию.

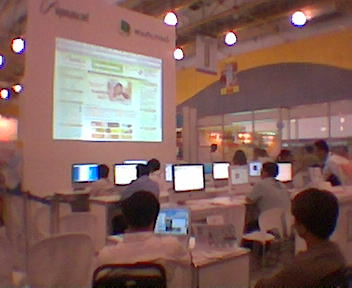
Представление WikiPilipinas на 28-й книжной ярмарке в Маниле, 2007 год

Проект основан филиппинским магнатом Гаспаром Вибалом. Представление сайта произошло на 28-й книжной ярмарке в Маниле.
Правки в ВикиПилипинас разрешены зарегистрированным участникам.
На логотипе ВикиПилипинас изображена зелёная винта — парусная лодка мусульманских регионов Филиппин с аутригерами.

## Отличия от Википедии
ВикиПилипинас позиционируется, как «неакадемическая энциклопедия», в ней поощряются оригинальные исследования и ненейтральные точки зрения в описании предметов и явлений.
ВикиПилипинас, кроме онлайн-энциклопедии, выполняет функции интернет-каталога и портала для этнических меньшинств Филиппин.